# Тонколистник грушоподібний
Тонколистник грушоподібний (Leptobryum pyriforme) — вид мохів порядку головмохальних (Bryales).

## Поширення
Батьківщиною є Європа, Африка, Північна Америка, Південна Америка, Азія, Австралія, Нова Зеландія.
Населяє ґрунт, деревина, камінь, порушені середовища існування, теплиці; від низьких до високих висот.

## Характеристика
Рослини 0.5–1.5(6) см. Стеблові листки в сухому стані згинаються, у вологому — від прямовисних до широко розпростертих, проксимально ланцетні, дистально круто-довго-лінійні, до 4–5 мм; основа еліптична; поля цілі чи майже так; краї цілі чи іноді зубчасті біля вершини; верхівка вузько загострена. Спеціалізоване безстатеве розмноження червоними округлими виводковими тілами в пазухах листків або на ризоїдах. Статевий стан синоїчний, іноді очевидно дводомний. Коробочкові ніжки 1–4.5 см. Коробочка 1.5–2.5 мм. Спори 9–13 мкм.